# Cúp bóng đá Đông Á 2017
Giải vô địch bóng đá EAFF E-1 2017  là Cúp bóng đá Đông Á lần thứ 7. Nó được tổ chức tại Thủ đô Tokyo, Nước Nhật Bản vào tháng 12 năm 2017. Thông qua thỏa thuận giữa Liên đoàn bóng đá Đông Á (EAFF) và Liên đoàn bóng đá Đông Nam Á (AFF), đội vô địch giải đấu sẽ đủ điều kiện tham dự Siêu cúp bóng đá Đông Nam Á – Đông Á.
Đội vô địch giải đấu của Đông Á này là Hàn Quốc đã đủ điều kiện tham dự Siêu cúp bóng đá Đông Nam Á – Đông Á 2019, họ sẽ gặp đội vô địch Giải vô địch AFF 2018 của Đông Nam Á là Việt Nam.

## Phân bổ đội
Dựa trên kết quả của giải đấu trước vào năm 2015, 10 đội được phân bổ vào vòng cụ thể của họ. Mỗi đội chiến thắng của Vòng sơ loại tiến tới vòng tiếp theo. 
| Vòng cuối                                    | Vòng sơ loại thứ hai                             | Vòng sơ loại đầu tiên                                                                      |
| -------------------------------------------- | ------------------------------------------------ | ------------------------------------------------------------------------------------------ |
| - Nhật Bản (chủ nhà) - Hàn Quốc - Trung Quốc | - CHDCND Triều Tiên - Hồng Kông (chủ nhà) - Guam | - Đài Bắc Trung Hoa - Ma Cao - Mông Cổ - Quần đảo Bắc Mariana (không phải thành viên FIFA) |

## Địa điểm
| Vòng chung kết         | Vòng sơ loại                   | Vòng sơ loại            |
| Tokyo                  | Dededo                         | Hồng Kông               |
| ---------------------- | ------------------------------ | ----------------------- |
| Sân vận động Ajinomoto | Trung tâm đào tạo quốc gia GFA | Sân vận động Vượng Giác |
| Sức chứa: 49.970       | Sức chứa: 5.000                | Sức chứa: 6.664         |
|                        |                                |                         |

## Vòng sơ loại đầu tiên
Vòng sơ loại đầu tiên được tổ chức tại đảo Guam.
| VT | Đội                  | ST | T | H | B | BT | BB | HS  | Đ | Giành quyền tham dự |
| -- | -------------------- | -- | - | - | - | -- | -- | --- | - | ------------------- |
| 1  | Đài Bắc Trung Hoa    | 3  | 3 | 0 | 0 | 13 | 3  | +10 | 9 | Vào vòng sơ loại 2  |
| 2  | Mông Cổ              | 3  | 1 | 1 | 1 | 10 | 4  | +6  | 4 |                     |
| 3  | Ma Cao               | 3  | 1 | 1 | 1 | 7  | 6  | +1  | 4 |                     |
| 4  | Quần đảo Bắc Mariana | 3  | 0 | 0 | 3 | 2  | 19 | −17 | 0 |                     |

- Tất cả thời gian được tính theo giờ địa phương địa phương (UTC+10).

| Ma Cao                         | 2–2     | Mông Cổ                              |
| ------------------------------ | ------- | ------------------------------------ |
| Leong Ka Hang 38' · Duarte 44' | Báo cáo | Bayarjargal 10' (ph.đ.), 64' (ph.đ.) |

| Đài Bắc Trung Hoa                                                                                      | 8–1     | Quần đảo Bắc Mariana |
| --- | ------- | -------------------- |
| Ngô Tuấn Thanh 30', 56' · Chen Wei-chuan 37' · Lin Chien-hsun 40', 64', 81', 90+2' · Chen Yi-wei 45+1' | Báo cáo | Schuler 90'          |

| Quần đảo Bắc Mariana | 1–3     | Ma Cao                             |
| -------------------- | ------- | ---------------------------------- |
| Griffin 11' (ph.đ.)  | Báo cáo | Lam Ka Seng 9', 90+4' · Duarte 40' |

| Mông Cổ | 0–2     | Đài Bắc Trung Hoa                     |
| ------- | ------- | ------------------------------------- |
|         | Báo cáo | Lin Chien-hsun 57' · Lin Shih-kai 90' |

| Quần đảo Bắc Mariana | 0–8     | Mông Cổ |
| -------------------- | ------- | --- |
|                      | Báo cáo | Bayarjargal 27' (ph.đ.), 36' (ph.đ.) · Nyam-Osor 39' · Daginaa 45' · Tögöldör 54', 55', 84' · Erdenebat 79' |

| Đài Bắc Trung Hoa                            | 3–2     | Ma Cao                       |
| -------------------------------------------- | ------- | ---------------------------- |
| Lin Chien-hsun 36', 64' · Tseng Chih-wei 88' | Báo cáo | Chan Man 7' · Lei Ka Him 77' |

### Giải thưởng
| Vua phá lưới vòng 1 | Cầu thủ xuất sắc nhất |
| ------------------- | --------------------- |
| Lin Chien-hsun      | Lin Chien-hsun        |

## Vòng sơ loại 2
Vòng sơ loại 2 được tổ chức ở Hồng Kông.
| VT | Đội               | ST | T | H | B | BT | BB | HS | Đ | Giành quyền tham dự |
| -- | ----------------- | -- | - | - | - | -- | -- | -- | - | ------------------- |
| 1  | CHDCND Triều Tiên | 3  | 3 | 0 | 0 | 5  | 0  | +5 | 9 | Vào vòng chung kết  |
| 2  | Hồng Kông (H)     | 3  | 2 | 0 | 1 | 7  | 5  | +2 | 6 |                     |
| 3  | Đài Bắc Trung Hoa | 3  | 1 | 0 | 2 | 4  | 6  | −2 | 3 |                     |
| 4  | Guam              | 3  | 0 | 0 | 3 | 2  | 7  | −5 | 0 |                     |

- Tất cả thời gian được tính theo giờ địa phương (UTC+8).

| CHDCND Triều Tiên                   | 2–0      | Đài Bắc Trung Hoa |
| ----------------------------------- | -------- | ----------------- |
| Jong Il-gwan 16' · Sim Hyon-jin 87' | Chi tiết |                   |

| Hồng Kông                          | 3–2      | Guam                       |
| ---------------------------------- | -------- | -------------------------- |
| Alex 19', 67' (ph.đ.) · Sandro 22' | Chi tiết | Cunliffe 74' · Malcolm 81' |

| Guam | 0–2      | CHDCND Triều Tiên                    |
| ---- | -------- | ------------------------------------ |
|      | Chi tiết | So Hyon-uk 66' · Pak Kwang-ryong 87' |

| Hồng Kông               | 4–2      | Đài Bắc Trung Hoa                    |
| ----------------------- | -------- | ------------------------------------ |
| Alex 21', 48', 70', 71' | Chi tiết | Chen Po-liang 62' · Chen Chao-an 88' |

| Đài Bắc Trung Hoa                       | 2–0      | Guam |
| --------------------------------------- | -------- | ---- |
| Ngô Tuấn Thanh 26' · Lin Chieh-hsun 80' | Chi tiết |      |

| Hồng Kông | 0–1      | CHDCND Triều Tiên |
| --------- | -------- | ----------------- |
|           | Chi tiết | Jong Il-gwan 22'  |

### Giải thưởng
| Vua phá lưới vòng 2 | Cầu thủ xuất sắc nhất |
| ------------------- | --------------------- |
| Alex Akande         | Ri Yong-chol          |

## Vòng chung kết
Vòng chung kết được tổ chức tại Nhật Bản từ ngày 9 đến ngày 16 tháng 12 năm 2017.
| VT | Đội               | ST | T | H | B | BT | BB | HS | Đ | Kết quả  |
| -- | ----------------- | -- | - | - | - | -- | -- | -- | - | -------- |
| 1  | Hàn Quốc (C)      | 3  | 2 | 1 | 0 | 7  | 3  | +4 | 7 | Vô địch  |
| 2  | Nhật Bản (H)      | 3  | 2 | 0 | 1 | 4  | 5  | −1 | 6 | Á quân   |
| 3  | Trung Quốc        | 3  | 0 | 2 | 1 | 4  | 5  | −1 | 2 | Hạng ba  |
| 4  | CHDCND Triều Tiên | 3  | 0 | 1 | 2 | 1  | 3  | −2 | 1 | Hạng bốn |

- Tất cả thời gian được tính theo giờ địa phương (UTC+9).

| Hàn Quốc                             | 2–2      | Trung Quốc                   |
| ------------------------------------ | -------- | ---------------------------- |
| Kim Shin-wook 12' · Lee Jae-sung 19' | Chi tiết | Wei Shihao 9' · Yu Dabao 76' |

| Nhật Bản       | 1–0      | CHDCND Triều Tiên |
| -------------- | -------- | ----------------- |
| Ideguchi 90+3' | Chi tiết |                   |

| CHDCND Triều Tiên | 0–1      | Hàn Quốc                |
| ----------------- | -------- | ----------------------- |
|                   | Chi tiết | Ri Yong-chol 64' (l.n.) |

| Nhật Bản                  | 2–1      | Trung Quốc             |
| ------------------------- | -------- | ---------------------- |
| Kobayashi 84' · Shōji 88' | Chi tiết | Yu Dabao 90+3' (ph.đ.) |

| Trung Quốc     | 1–1      | CHDCND Triều Tiên |
| -------------- | -------- | ----------------- |
| Wei Shihao 28' | Chi tiết | Jong Il-gwan 81'  |

| Nhật Bản                | 1–4      | Hàn Quốc                                                      |
| ----------------------- | -------- | ------------------------------------------------------------- |
| Yu Kobayashi 3' (ph.đ.) | Chi tiết | Kim Shin-wook 13', 35' · Jung Woo-young 23' · Yeom Ki-hun 69' |

### Giải thưởng
| Thủ môn xuất sắc nhất | Hậu vệ xuất sắc nhất | Vua phá lưới  | Cầu thủ xuất sắc nhất |
| --------------------- | -------------------- | ------------- | --------------------- |
| Jo Hyeon-woo          | Jang Hyun-soo        | Kim Shin-wook | Lee Jae-sung          |

### Vô địch
| Vô địch EAFF Cup 2017 Hàn Quốc Lần thứ tư |

### Bàn thắng
3 bàn thắng
| - Kim Shin-wook |

2 bàn thắng
| - Wei Shihao - Yu Dabao - Yu Kobayashi |

1 bàn thắng